# ريتا خوري
ريتا خوري (19 كانون الثاني 1999) إعلامية، كاتبة ومُنتجة لبنانية، متزوجة منذ العام 1998.

## مشوارها المهني
بدأت مسيرتها الإعلامية في سن مبكرة من خلال الإذاعة فعملت لمدة سنة من دون أي راتب في محطة دلتا إف إم، ثم شاركت في برنامج الهواة استديو الفن عام 1988 على شاشة المؤسسة اللبنانية للإرسال حيث تقدمت بطلب للمشاركة عن فئة الغناء لكنها أحيلت من قبل لجنة القبول لفئة تقديم البرامج، وقفت أمام لجنة الحكم في التصفيات النهائية وقالت بكل ثقة بالنفس: أنها ليست خائفة من النتيجة لأنها إذا نجحت أو فشلت ستتابع المسيرة.
وعندما منحت الميدالية البرونزية قالت لها إحدى أعضاء اللجنة انها نالت الميدالية على رغم قولها هذا، إذ اعتبروا في الأمر اعتداء على مقام لجنة التحكيم علماً انها قصدت أن الحياة لن تنتهي عند «استديو الفن».

### إذاعة الشرق
انتقلت بعدها في فبراير 1989 للعمل في إذاعة الشرق في باريس وقدمت برنامج الحوار، حيث استضافت مجموعة كبيرة من المثقفين من أمثال: محمود درويش، أدونيس، مالك شبل، عبد الوهاب البياتي، أمين معلوف في حوارات مسهبة، وبقيت فيها حوالي ثمانية سنوات قدمت خلالها مجموعة من البرامج الثقافية والاجتماعية والفنية، وتنقلت بين روما باريس دبي والكثير من البلدان.
وهنالك حكمت وهبي علّمها كيف تكون شغوفة بعملها وعملت معه على هندسة الصوت، وفي باريس التقت صدفة بالمخرج العالمي يوسف شاهين، ولم تتركه حتى أقنعته بضرورة استضافته في برنامجها قبل سفره بساعات، ومن خلال برنامجيها profile ولقاء الشرق استضافت أكثر من 500 شخصية مثقفة.. وبعد تجربة لا يستهان بها، غادرت عالم الإذاعة، واتجهت نحو التلفزيون حلمها الأكبر.

### شبكة راديو وتلفزيون العرب
سافرت في سبتمبر عام 1996 إلى إيطاليا للعمل في شبكة راديو وتلفزيون العرب التي كانت تبث من قرية قرب العاصمة روما.
بدأت بتقديم نشرات الأخبار الرياضية على قناة art الرياضة إضافة لعدد آخر من البرامج أبرزها «لقاءات باريس» حيث قابلت كبار الشخصيات والمثقفين العرب على مدى عشر سنوات.
قدمت برنامج توب 20 لفترة قصيرة على قناة art الموسيقى لكنّ وجود شبكة راديو وتلفزيون العرب في قرية نائية في إيطاليا جعلها تشعر أنّ المكان قصي على الانسجام مع شخص يحب الحياة والصخب، ولم يكن البرنامج يرضي طموح التي قابلت أهمّ المبدعين، فعادت إلى باريس لتقدم للمحطة نفسها لقاءات مع المثقفين المغتربين.

### شبكة orbit
عام 2000 قدمت على القناة الإعلامية لشبكة أوربت التلفزيونية برنامج التسوق المنزلي التلفزيوني bolduc حيث كانت تعرض للمشاهد أهم المنتجات.

### عملها كمراسلة تلفزيونية
عملت مع وكالة «أسوشيتد برس AP» في باريس كمراسلة لصالح تلفزيون أبو ظبي

### تلفزيون المستقبل
بدأت عملها عام 2001 في تلفزيون المستقبل اللبناني عن طريق الصدفة حيث أخبرتها صديقة تعمل منتجة في برنامج الحلقة الأضعف عن البرنامج، فقدمت «كاستينغ» بدافع الحشرية، ولم تكن تتوقع هذا التغيير الجذري في حياتها الذي حصل خلال أسبوع إذ تركت كل شيء في فرنسا لتحط رحالها في بيروت
.
قدمت النسخة العربية من برنامج المسابقات العالمي الحلقة الأضعف الذي حقق نجاحاً كبيراً وظهرت فيه بشخصية قاسية لا ترحم، ثم البرنامج الاجتماعي اليومي يوميات على مدة ثلاث سنوات ناقشت فيه مواضيع اجتماعية وثقافية جدلية، تلاها برنامج حكايا الناس في رمضان 2005.
بعد غياب سنة ونصف عن الشاشة عادت ببرنامج نقطة الصفر عام 2008 الذي قدمته بالتزامن مع برنامج سوالفنا حلوة وهو برنامج للتسلية والربح، عبر المرور بـ 12 خطوة تودي بأحد المشتركين الثمانية إلى نقطة الصفر والفوز بمبلغ 10 آلاف دولار.

### تلفزيون دبي
عام 2006 انتقلت إلى تلفزيون دبي فشاركت في تقديم برنامج سوالفنا حلوة مع زميلتها وصديقتها فرح بن رجب، وبشار غزاوي، ومريم أمين وآخرين، ثم غادرته عام 2010.

### إذاعة مونت كارلو
عام 2013 التحقت بإذاعة مونت كارلو الدولية في باريس حيث قدمت وما زالت برنامجها ريتويت الذي يناقش أهم القضايا الاجتماعية والفنية والسياسية التي تطرح على مواقع التواصل الاجتماعي
في عام 2018 قدمت برنامج هوى الأيام وتضمن فقرات متنوعة منها «هاشتاغ اليوم» «شورأيك» و«بساط الريح» بمشاركة زميلتها سميرة إبراهيم 

### فرانس 24
قدمت على قناة فرنسا 24 فقرة ترصد الحدث من وجهة نظر رواد شبكات التواصل الاجتماعي لمواكبة الانتخابات الرئاسية الأميركية والفرنسية عامَي 2016 و2017، بالإضافة لكونها الصوت النسائي لإعلانات برامج القناة منذ عام 2009.

### إعداد البرامج
عام 2008 تعاونت مع شركة إنتاج للترجمة والتعليق الصوتي على برامج وثائقيّة وبيئيّة لقناة «فرانس 24». وأثناء عملها في الشركة الفرنسيّة، أشرفت على تدريب مذيعي ومذيعات الجزيرة للأطفال وعرض عليها المشاركة في إعداد برنامج عن السيرك لـ«الجزيرة للأطفال» الذي قدمه سامر جبر في ست حلقات مرشحة للوصول إلى ثلاثين حيث قامت بجولة على مجموعة من حفلات السيرك في أوروبا.

## تجربتها في الكتابة
أنشئت أول مدونة لها بعنوان «أسرار النمل» بين عامي 2005 و2006 وصارت تدون كل ما يخطر على بالها أو تشعر أنها بحاجة أن تبوح به تحت اسم مستعار «رات». فكانت تشعر بحرية كبيرة لأنها تكتب بدون قيود لا من يحاسب ولا من يحاكم، لا أحد يعرفها تكتب بعيداً عن قيود الشهرة والقيود الاجتماعية زاد عدد القراء وأحست بأن الأسرار تكشف وتفشى فماتت المدونة الأولى.
ولكن تلتها سريعاً مدونة ثانية بعنوان «ماذا بعد» والتي أوقفها أيضاً التطفل والوقاحة، ثم تلتها مدونات كثيرة إلى أن أطلقت مدونة سرية دامت ثلاث بعنوان «هروب» إخترت ثلاثة من روادها فقط أولئك الذين تعودت الحديث معهم على صفحة التدوين.

عام 2012 صدر لها كتاب بعنوان أسرار صغيرة عن (دار بلومزبري/ مؤسسة قطر للنشر) «أسرار صغيرة» هي مجموعة من الأسرار التي كتبتها بين عامي 2006 و2011. أسرار تشبه أسرار كل الناس، مشاكلهم اليومية، همومهم، مخاوفهم من الموت، أزماتهم النفسية وغيرها...
فكل من يقرأ هذا الكتاب يجد شبهاً كبيراً بين مشاكله وهمومه ومشاكلي وهمومي، ولكنه ربّما لم يستطع أو لا يريد البوح به، أما أنا فبحت بها.
وعن كيفية الكشف عن هويتها صرحت أن إحدى المقربات لها أفشت أن صاحبة الاسم المستعار «رات» هي ريتا وأفشته بدورها وانتشر الخبر مما تسبب بإغلاق المدونة وبخلافات عائلية، ومن بعدها فتحت مدونة أخرى وأصبحت تكتب بحذر ولكن هذه المرة بإسمها الحقيقي، لاحقاً تحولت مدونتها إلى كتاب قالت:
علمت بالصدفة من أحد المدونين الأصدقاء أن هناك دار نشر مهتمة بنشر المدونات وحصل الأمر، وافقت على النشر دون تفكير بمن وماذا سيحصل، لا رسالة لها أوجهها إلى أحد، كتبت لأكتب فقط.